# Бульвари Києва
Бульвари — упорядковані озеленені території рекреаційного призначення вздовж вулиці, проспекту або набережної. У київській практиці, окрім традиційних бульварів в стилі Бібіковського бульвару (нині — Т. Шевченка), коли посередині вулиці влаштовано пішохідну алею, обсаджену з обох боків деревами, існують вулиці які мають назву «бульвар», проте, мало нагадують «традиційний» взірець. Так само, як деякі вулиці мають бульварну алею, проте бульваром не називаються.
Історично, бульвари у Європі виникли у XVII—XVIII століттях, коли масово були зриті вали і засипані рови старих феодальних фортець (Париж, Відень, Берлін та інші міста). Перший бульвар у Києві виник у 1810—1812 роках з ініціативи генерал-губернатора М. Милорадовича від Інститутської вулиці до Кловського палацу (нині — частина Липської вулиці). Другий бульвар виник у 1830-х роках на Подолі обабіч «канави» (колектора річки Глибочиці), він існує досі — це бульвар між вулицями Верхній Вал і Нижній Вал.
Сьогодні в Києві налічується 22 бульвари та понад 40 територій, до них прирівняних. Їх сумарна площа становить 146,36 га.
- Голосіївський район — 6 бульварних зон площею 8,66 га: по проспекту Академіка Глушкова (3,84 га), Володимиро-Либідській вулиці (0,19 га), вулиці Антоновича (0,45 га), 3 бульварні зони вздовж Голосіївського проспекту (4,18 га);
- Дарницький район — 2 бульварні зони площею 22,77 га: вздовж Харківського шосе (2,33 га) та проспекту Миколи Бажана (20,44 га)
- Деснянський район — 4 бульварні зони площею 4,01 га: бульвар Леоніда Бикова (0,41 га), бульвар Володимира Висоцького (0,51 га), бульварні зони вздовж проспектів Леоніда Каденюка (0,62 га) та Червоної Калини (2,47 га); на Виґурівському бульварі бульварна зона відсутня.
- Дніпровський район — 9 бульварних зон площею 21,8 га: бульвари Верховної Ради (3,51 га), Івана Котляревського (0,85 га), Дарницький (0,85 га), Ярослава Гашека (3,2 га), Ігоря Шамо (1,74 га), Русанівський (0,86 га) та бульварні зони вздовж бульвару Амвросія Бучми (2,4 га), вулиць Вифлеємської (3,41 га), Івана Миколайчука (4,98 га).
- Оболонський район — 10 бульварних зон площею 17,11 га: вздовж вулиць Маршала Рокоссовського (1,25 га), Зої Гайдай (2,92 га), Бережанської (3,41 га), Героїв Дніпра (2 га), Левка Лук'яненка (1,9 га), три по вулиці Вишгородській (1,73 га), проспекту Володимира Івасюка (1,9 га) та на Оболонській набережній (2 га)
- Печерський район — 4 бульварні зони площею 7,46 га: бульвари Лесі Українки (1,88 га), Миколи Міхновського (4,11 га) та Приймаченко Марії (0,93 га), а також бульвар по Липській вулиці (0,54 га)
- Подільський район — 4 бульварні зони площею 10,75 га: вздовж проспектів Свободи (1,96 га), Правди (4,72 га) та Г. Гонгадзе (1,84 га), а також бульвар між вулицями Верхній Вал і Нижній Вал (2,23 га)
- Святошинський район — 6 бульварних зон площею 24,96 га: бульвари Жуля Верна (1,78), Академіка Вернадського (8,75 га), Миколи Руденка (3,78 га), бульварні зони вздовж проспектів Леся Курбаса (5,84 га), Академіка Палладіна (3,7 га) та Академіка Корольова (1,11 га)
- Солом'янський район — 6 бульварних зон площею 16,26 га: бульвари Чоколівський (1,16 га) та Вацлава Гавела (9,98 га), а також бульварні зони вздовж Повітрофлотського (0,67 га) і Відрадного проспектів, (2,3 га), вулиць Авіаконструктора Антонова (1,09 га) та Героїв Севастополя (1,06 га)
- Шевченківський район — 8 бульварних зон площею 10,41 га: бульвари Тараса Шевченка (2,44 га) та Павла Вірського (1,31 га), дві бульварні зони вздовж Берестейського проспекту (4,05 га), вздовж вулиць Хрещатик (0,66 га без урахування скверу на непарній стороні), Бульварно-Кудрявської (0,4 га), Всеволода Петріва (0,49 га), а також алея до пам'ятного знака «Менора» (1,06 га)

| Назва                  | ~ довжина (км) | Колишні назви                                                  | Район(и)       |
| ---------------------- | -------------- | -------------------------------------------------------------- | -------------- |
| Бикова Леоніда         | 0,62           | Бульвар 3-й                                                    | Деснянський    |
| Бучми Амвросія         | 0,5            |                                                                | Дніпровський   |
| Жуля Верна             | 1,19           | Ромена Роллана                                                 | Святошинський  |
| Вернадського Академіка | 2,15           | Нова вул.; Піонерська вул.; Артеківська вул.                   | Святошинський  |
| Верховної Ради         | 2,02           |                                                                | Дніпровський   |
| Вигурівський           | 0,37           | Бульвар 1-й                                                    | Деснянський    |
| Висоцького Володимира  | 0,63           | Бульвар 2-й                                                    | Деснянський    |
| Вірського Павла        | 1,31           | 864-та Нова вул.; Саратовська вул.                             | Шевченківський |
| Гашека Ярослава        | 1,5            | Високовольтний                                                 | Дніпровський   |
| Дарницький             | 0,82           | Центральний                                                    | Дніпровський   |
| Миколи Міхновського    | 4,2            | Автострада, Дружби народів                                     | Печерський     |
| Гавела Вацлава         | 4,55           | Високовольтний; Бульварна вул.; Івана Лепсе                    | Солом'янський  |
| Івана Котляревського   | 0,45           | Центральний, Праці                                             | Дніпровський   |
| Миколи Руденка         | 1,37           | Кольцова                                                       | Святошинський  |
| Лесі Українки          | 2,37           | Печерський                                                     | Печерський     |
| Приймаченко Марії      | 0,45           | Лихачова                                                       | Печерський     |
| Русанівський           | 0,29           |                                                                | Дніпровський   |
| Чоколівський           | 1,42           | Леніна                                                         | Солом'янський  |
| Шамо Ігоря             | 1,0            | Нова 2-а вул., Олексія Давидова                                | Дніпровський   |
| Шевченка Тараса        | 1,85           | Бульварне шосе; Бульварна вул.; Університетський; Бібіковський | Шевченківський |
| Тадея Рильського       |                |                                                                | Голосіївський  |